# Senate Seeiso
Senate Seeiso (nome completo Senate Mary Mohato; Maseru, 7 ottobre 2001) è una principessa lesothiana.

## Biografia

### Battesimo e istruzione
La principessa Senate è nata nel 2001 all'ospedale privato di Maseru, primogenita di Letsie III e di Anna Karabo Motšoeneng. Ricevette Mary come nome cattolico al momento del battesimo, il 10 novembre presso la residenza reale di Matsieng.
Frequentò la Loretta's Pre-school di Maseru e dal 2021 al 2024 ha studiato all'Università di Ottawa, laureandosi in scienze sociali con un Minor in studi globali.

#### Diritti di successione
In Lesotho la successione al trono è preclusa alle donne. Prima della nascita del fratello Lerotholi, il segretario di governo Tlohang Sekhamane, durante una cerimonia di premiazione giornalistica del Media Institute of Lesotho (MILES) e della Lesotho Planned Parenthood Association (LPPA), parlò della necessità di modificare le leggi di successione per promuovere la parità di genere nel Paese e consentire a Senate di salire al trono.

### Attività
Nell'aprile 2018 è stata nominata, al ‘Manthabiseng Convention Centre dalla ministra ‘Matebatso Doti, Campionessa Nazionale della campagna Ending Child Marriage, avviata dall'Unione africana per porre fine ai matrimoni precoci.
A luglio inaugurò la prima sessione del Parlamento Nazionale dei Bambini, svoltasi presso l'Assemblea Nazionale, a cui parteciparono giovani dai 18 anni in giù per interagire con i parlamentari e porre in risalto le esigenze della popolazione giovanile.

## Patrocini
- Non-Governmental Organization Coalition on the Rights of the Child (NGOC), il cui scopo è tutelare i diritti dei bambini in Lesotho con l'applicazione della Dichiarazione dei diritti del fanciullo.[10]

## Titoli e trattamento
- 7 ottobre 2001 - attuale: Sua Altezza Reale, la principessa Senate del Lesotho

## Ascendenza
|                           |                    |                          | Genitori      |  |  | Nonni |  |  | Bisnonni              |  |  | Trisnonni                    |  |
|                           |                    |                          |               |  |  |       |  |  | Simon Seeiso Griffith |  |  | Nathaniel Griffith Lerotholi |  |
|                           |                    |                          |               |  |  |       |  |  | Simon Seeiso Griffith |  |  | Nathaniel Griffith Lerotholi |  |
|                           |                    | Sebueng                  |               |  |  |       |  |  | Simon Seeiso Griffith |  |  |                              |  |
| Moshoeshoe II del Lesotho |                    |                          |               |  |  |       |  |  | Simon Seeiso Griffith |  |  |                              |  |
|                           |                    | 'Mabereng                | ...           |  |  |       |  |  |                       |  |  |                              |  |
|                           |                    | 'Mabereng                | ...           |  |  |       |  |  |                       |  |  |                              |  |
|                           |                    | 'Mabereng                | ...           |  |  |       |  |  |                       |  |  |                              |  |
| Letsie III del Lesotho    |                    | 'Mabereng                |               |  |  |       |  |  |                       |  |  |                              |  |
|                           |                    | Thabo Lerotholi Mojela   | Mojela Letsie |  |  |       |  |  |                       |  |  |                              |  |
|                           |                    | Thabo Lerotholi Mojela   | Mojela Letsie |  |  |       |  |  |                       |  |  |                              |  |
|                           |                    | Thabo Lerotholi Mojela   | ...           |  |  |       |  |  |                       |  |  |                              |  |
| 'Mamohato Bereng Seeiso   |                    | Thabo Lerotholi Mojela   |               |  |  |       |  |  |                       |  |  |                              |  |
|                           |                    | Tabitha 'Masentle Mojela | ...           |  |  |       |  |  |                       |  |  |                              |  |
|                           |                    | Tabitha 'Masentle Mojela | ...           |  |  |       |  |  |                       |  |  |                              |  |
|                           |                    | Tabitha 'Masentle Mojela | ...           |  |  |       |  |  |                       |  |  |                              |  |
| Senate Seeiso             |                    | Tabitha 'Masentle Mojela |               |  |  |       |  |  |                       |  |  |                              |  |
|                           | Abraham Motšoeneng | ...                      |               |  |  |       |  |  |                       |  |  |                              |  |
|                           | Abraham Motšoeneng | ...                      |               |  |  |       |  |  |                       |  |  |                              |  |
|                           | Abraham Motšoeneng | ...                      |               |  |  |       |  |  |                       |  |  |                              |  |
| Thekiso Motšoeneng        | Abraham Motšoeneng |                          |               |  |  |       |  |  |                       |  |  |                              |  |
|                           |                    | Anna Keswa               | ...           |  |  |       |  |  |                       |  |  |                              |  |
|                           |                    | Anna Keswa               | ...           |  |  |       |  |  |                       |  |  |                              |  |
|                           |                    | Anna Keswa               | ...           |  |  |       |  |  |                       |  |  |                              |  |
| 'Masenate Mohato Seeiso   |                    | Anna Keswa               |               |  |  |       |  |  |                       |  |  |                              |  |
|                           |                    | ...                      | ...           |  |  |       |  |  |                       |  |  |                              |  |
|                           |                    | ...                      | ...           |  |  |       |  |  |                       |  |  |                              |  |
|                           |                    | ...                      | ...           |  |  |       |  |  |                       |  |  |                              |  |
| 'Makarabo                 |                    | ...                      |               |  |  |       |  |  |                       |  |  |                              |  |
|                           |                    | ...                      | ...           |  |  |       |  |  |                       |  |  |                              |  |
|                           |                    | ...                      | ...           |  |  |       |  |  |                       |  |  |                              |  |
|                           |                    | ...                      | ...           |  |  |       |  |  |                       |  |  |                              |  |
|                           |                    | ...                      |               |  |  |       |  |  |                       |  |  |                              |  |